# Blakea pyxidanthus
Blakea pyxidanthus är en tvåhjärtbladig växtart som först beskrevs av Charles Victor Naudin, och fick sitt nu gällande namn av José Jéronimo Triana. Blakea pyxidanthus ingår i släktet Blakea och familjen Melastomataceae. Inga underarter finns listade i Catalogue of Life.